# Rochester (Pennsylvania)
Rochester borough az USA Pennsylvania államában, Beaver megyében. Lakosainak száma 3472 fő (2020. április 1.).

## Népesség
A település népességének változása:
| Lakosok száma | 993  | 3657 | 3472 |
|               | 1850 | 2010 | 2020 |